# Murailles de Porrona
Les Murailles de Porrona (en italien : Mura di Porrona) constituent le système défensif de Porrona, une frazione de la commune de Cinigiano (province de Grosseto), en Toscane. 

## Histoire
Les murailles ont certainement été construites par les Siennois entre le XIIe  et le XIIIe siècle pour défendre le château qu'ils contrôlaient et qui se développait à l'époque de l'église paroissiale dédiée à San Donato. À l'angle ouest du périmètre de l'enceinte, le château de Porrona a été construit, habité par des familles nobles siennoises.
Dans l'ensemble, le système défensif est resté presque intact au cours des siècles, même s'il s'appuie en grande partie contre les murs extérieurs des maisons du village.

## Description
Les murailles de Porrona se développent le long d'un périmètre rhomboïdal, délimitant entièrement le petit village du château.
Entièrement recouverts de pierre, les murs correspondent en grande partie aux murs extérieurs des bâtiments résidentiels qui composent le centre, auxquels on peut accéder par la seule porte qui s'ouvre sur le côté Nord-Est, appelée Porta Senese. La porte, datant de l'époque du XIIIe siècle, s'ouvre en plein cintre le long d'un très court pan de courtine qui paraît visible.

## Galerie

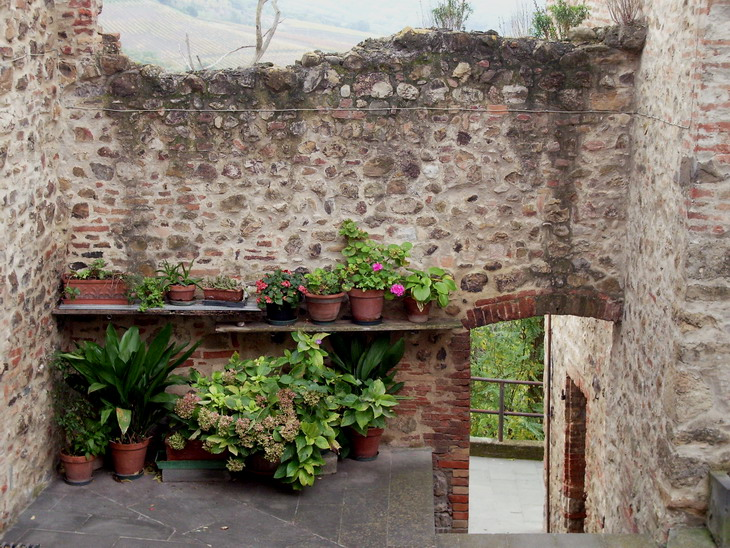
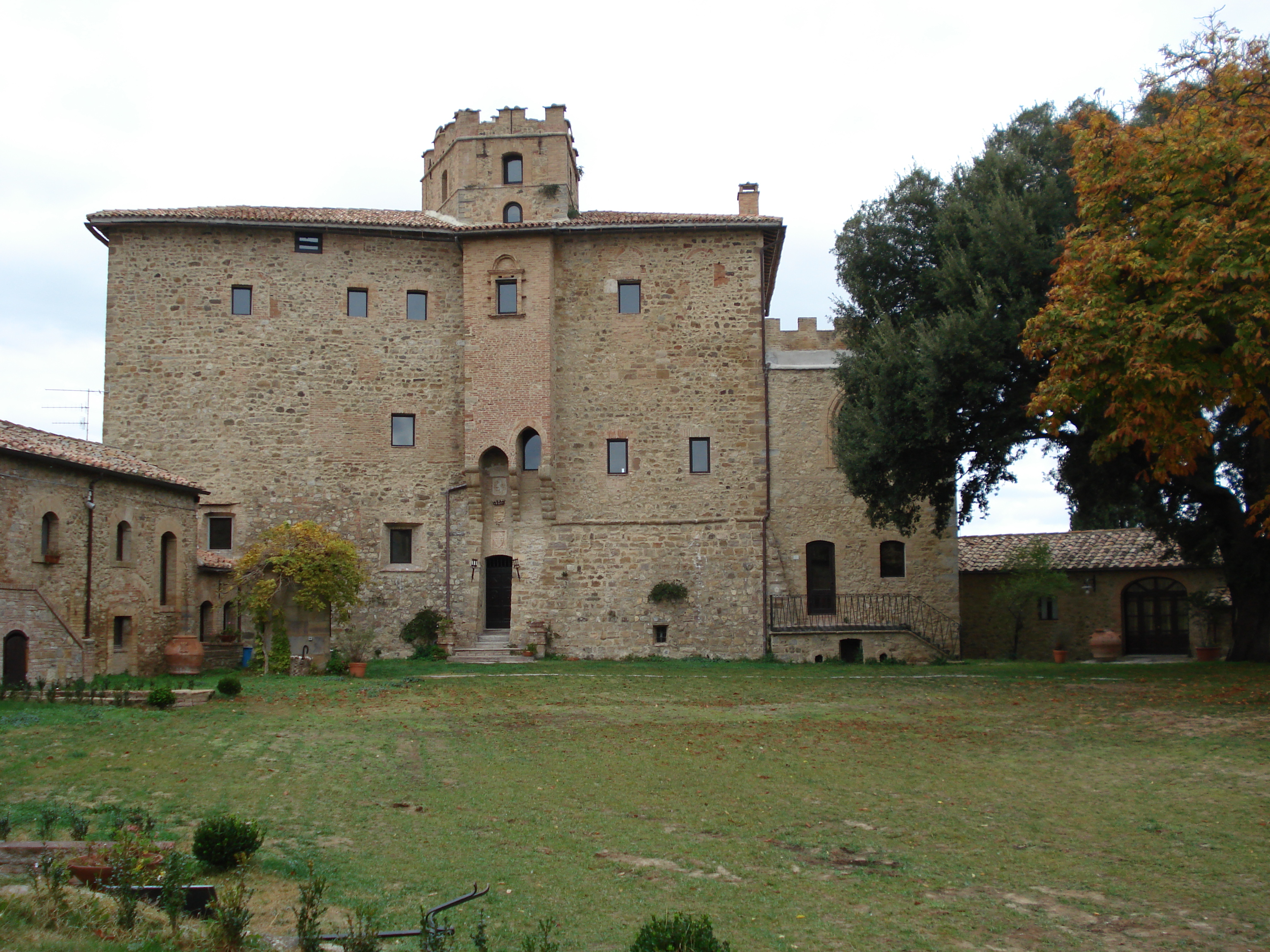
Château de Porrona.